# Intragna (Centovalli)
Intragna è una frazione di 897 abitanti del comune svizzero di Centovalli, nel Canton Ticino (distretto di Locarno).

## Storia

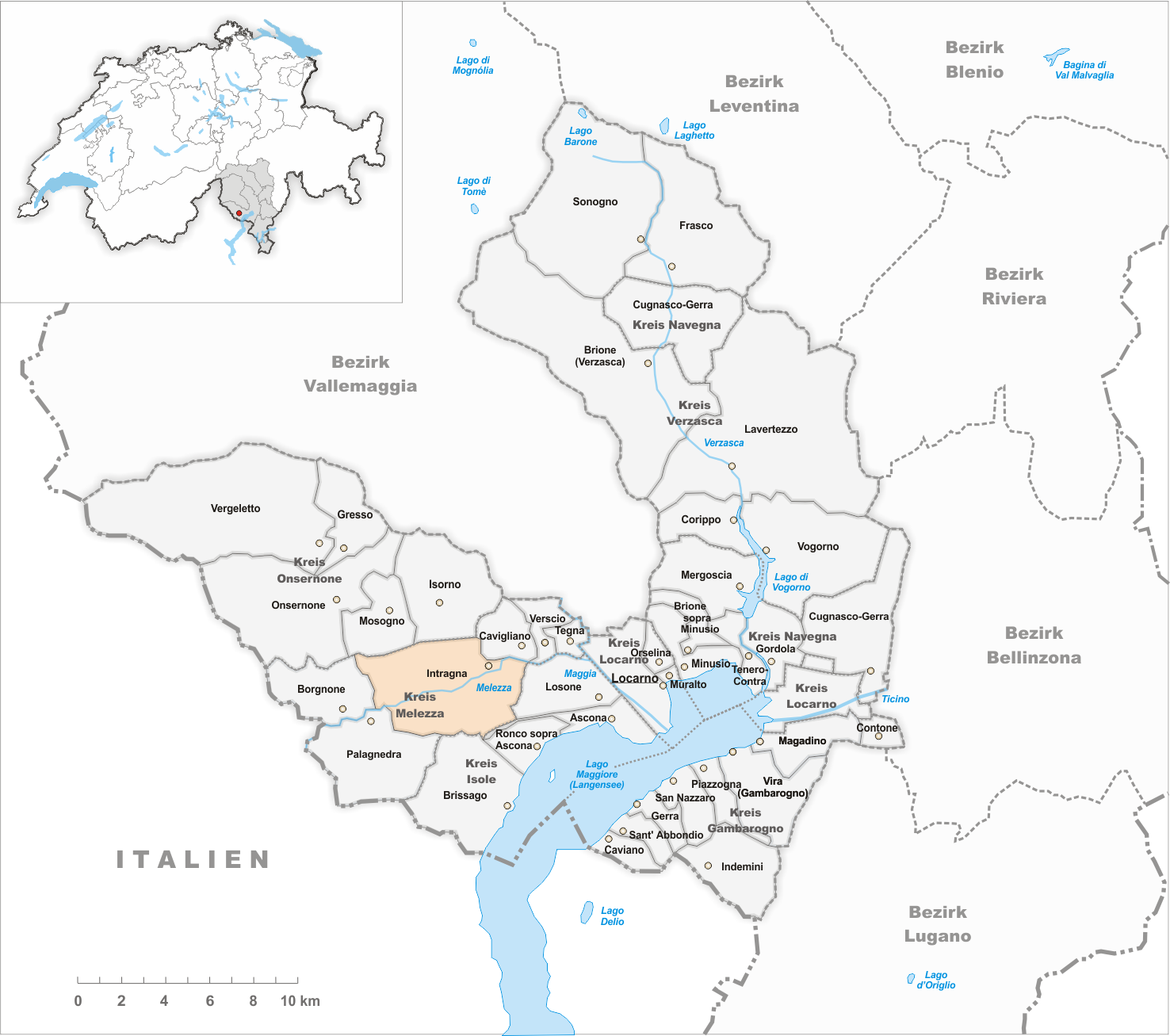
Il territorio del comune di Intragna prima degli accorpamenti comunali del 2009

Già comune autonomo che nel 1972 aveva inglobato il comune soppresso di Rasa e che si estendeva per 24,05 km², nel 2009 è stato accorpato agli altri comuni soppressi di Borgnone e Palagnedra per formare il comune di Centovalli, del quale Intragna è il capoluogo. La fusione è stata decisa dal Consiglio di Stato l'8 aprile 2009 e approvata all'unanimità dal Gran Consiglio ticinese il 2 giugno successivo.

## Monumenti e luoghi d'interesse

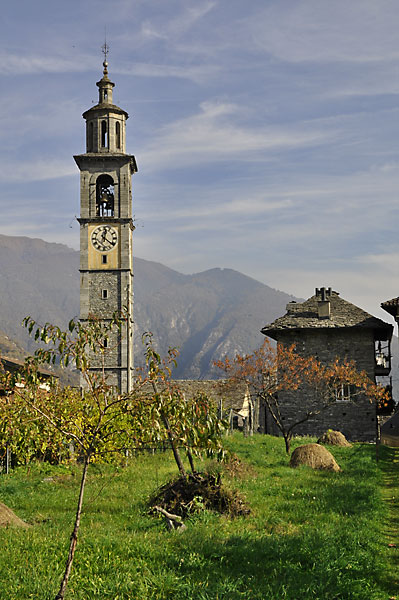
Il campanile della chiesa di San Gottardo

- Chiesa di San Gottardo (1722-1738) con il campanile più alto del Canton Ticino,[2] di 65 m[2] (1765-1775)[3];
- Chiesa parrocchiale di San Giorgio in località Golino, attestata dal 1297[3];
- Oratorio della Madonna della Neve in località Terra vecchia, risalente al 1615[senza fonte];
- Museo regionale delle Centovalli e del Pedemonte, istituito nel 1989[3] nella Casa Maggetti del XVI secolo[senza fonte];
- Ponte romanico sulla strada Intragna-Remagliasco, costruito nel 1588[senza fonte].

## Società

### Evoluzione demografica
L'evoluzione demografica è riportata nella seguente tabella:
Abitanti censiti

## Amministrazione
Ogni famiglia originaria del luogo fa parte del cosiddetto comune patriziale e ha la responsabilità della manutenzione di ogni bene ricadente all'interno dei confini della frazione. Il comune patriziale comprende le frazioni di Intragna, Golino e Verdasio.